# Géorgie au Concours Eurovision de la chanson 2017
La Géorgie est l'un des quarante-deux pays participants du Concours Eurovision de la chanson 2017, qui se déroule à Kiev en Ukraine. Le pays est représenté par Tamara Gatchetchiladze avec sa chanson Keep the Faith. Arrivé 11e avec 99 points en demi-finale, le pays ne se qualifie pas pour la finale.

## Sélection
Le diffuseur géorgien confirme GPB sa participation le 15 septembre 2016. Le 4 novembre 2016, il annonce opter pour une sélection télévisée. Celle-ci se déroule le 20 janvier 2017. Le vainqueur est déterminé par un vote composé pour 40 % des votes des téléspectateurs, et pour 60 % du vote d'un jury de professionnels.
Les vingt-cinq candidats de cette sélection sont annoncés le 8 décembre, et les chansons sont présentées le 14 décembre 2016.
| Ordre | Artiste                               | Chanson                  | Traduction                 | Compositeurs                             | Jury | Télévote | Total | Place |
| ----- | ------------------------------------- | ------------------------ | -------------------------- | ---------------------------------------- | ---- | -------- | ----- | ----- |
| 1     | Giorgi Chikovani                      | Make It Right            | Fais-le bien               | Giorgi Chikovani                         | 76   | 3        | 78    | 7     |
| 2     | Brandon Stone & Eteri Beriashvili     | Heyo Song                | Chanson Heyo               | Brandon Stone                            | 43   | 4        | 47    | 18    |
| 3     | Rati Durglishvili                     | Why                      | Pourquoi                   | Rati Durglishvili                        | 32   | 13       | 45    | 21    |
| 4     | Andria Gvelesiani                     | Revolutionise            | Révolutionner              | Giorgi Laghidze                          | 58   | 12       | 70    | 10    |
| 5     | Alisa Danelia                         | We Are Eternity          | Nous sommes l'éternité     | Alisa Danelia                            | 47   | 1        | 48    | 17    |
| 6     | Nutsa Buzaladze                       | White Horses Run         | Les chevaux blancs courent | Andy Vitolo, John King                   | 89   | 18       | 107   | 2     |
| 7     | Maliibu                               | We Live Once             | On vit une fois            | Maliibu                                  | 95   | 10       | 105   | 3     |
| 8     | EOS                                   | Urban Signs              | Panneaux urbains           | Giorgi Kochoradze, Gedevan Levlishvili   | 16   | 7        | 23    | 25    |
| 9     | Dima Kobeshavidze                     | Scream                   | Cri                        | Dima Kobeshavidze                        | 53   | 2        | 55    | 14    |
| 10    | Trio Mandili                          | Me da shen               | Toi et moi                 | Vadim Estreman, Rostislav Maslovich      | 60   | 5        | 65    | 12    |
| 11    | Tako Gatchetchiladze                  | Keep the Faith           | Gardez la foi              | Tako Gatchetchiladze                     | 98   | 24       | 122   | 1     |
| 12    | Nino Basharuli                        | The Song of Love (Lileo) | La chanson de l'amour      | Nino Basharuli                           | 52   | 20       | 72    | 9     |
| 13    | Elene Mikiashvili                     | Fighter                  | Combattante                | Ylva Persson, Linda Persson, Will Taylor | 44   | 11       | 55    | 14    |
| 14    | Misha Sulukhia                        | Magic                    | Magie                      | Misha Sulukhia                           | 49   | 14       | 63    | 13    |
| 15    | Mariko Lezhava                        | Light It Up              | Allume-le                  | Bithard, DJ Avol Waves                   | 66   | 16       | 82    | 6     |
| 16    | The Mins                              | Crime                    | -                          | Zviad Mghebrishvili                      | 83   | 22       | 105   | 3     |
| 17    | Sparkle                               | On the Top               | Au sommet                  | Aleko Berdzenishvili                     | 54   | 23       | 77    | 8     |
| 18    | Tornike Kipiani & Giorgi Bolotashvili | You Are My Sunshine      | Tu es mon soleil           | Tornike Kipiani                          | 26   | 9        | 35    | 23    |
| 19    | Temo Sajaia                           | All the Same             | Tous les mêmes             | Temo Sajaia                              | 48   | 6        | 54    | 16    |
| 20    | Sabina Chantouria                     | Stranger                 | Étranger                   | Sabina Chantouria                        | 39   | 8        | 47    | 18    |
| 21    | Mariam Chachkhiani                    | Fly                      | Vole                       | Joni Titirashvili                        | 68   | 15       | 83    | 5     |
| 22    | Asea Sool                             | Nature                   | -                          | Asea Sool                                | 25   | 21       | 46    | 20    |
| 23    | Nanuka Giogobiani                     | Let the Sunshine In      | Laisse entrer le soleil    | Edisher Lomadze                          | 17   | 17       | 34    | 24    |
| 24    | Oto Nemsadze & Group Limbo            | Dear God                 | Cher Dieu                  | Beso Nemsadze                            | 45   | 25       | 70    | 10    |
| 25    | Davit Shanidze                        | Mtveris katsi            | Homme de poussière         | Davit Shanidze                           | 17   | 19       | 36    | 22    |

## À l'Eurovision
La Géorgie participe à la première demi-finale, le 9 mai 2017. Arrivé 11e avec 99 points, le pays ne s'est pas qualifié pour la finale.